# Pommersche Schmalspurbahnen

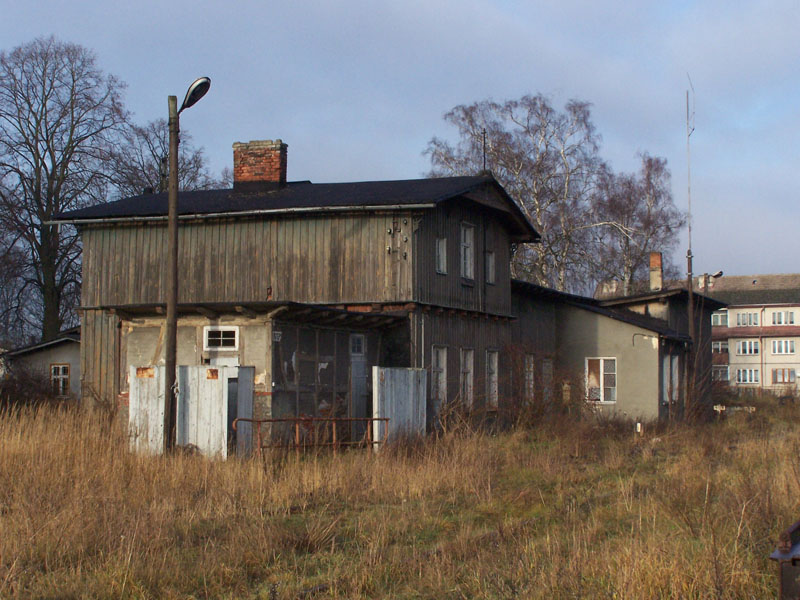
Bahnhof in Dobra Nowogardzka, 2007

Im Norden Polens befinden sich die Reste der einstmals zahlreichen Schmalspurbahnen in der damaligen Provinz Pommern. Deren Bau erfolgte, nachdem vom Abgeordnetenhaus 1892 das Preußische Kleinbahngesetz verabschiedet worden war.

## Geschichte
Für das Bemühen um eine möglichst sparsame Verwendung der Gelder zum Bau und Betrieb der Bahnen spricht die Tatsache, dass in Pommern mehr als zwei Drittel der Kleinbahnstrecken in Schmalspur angelegt wurden, davon mehr als die Hälfte in einer Spurweite von weniger als einem Meter. Noch im Jahre 1940 entfielen von 1590 km Kleinbahnstrecken in Pommern, die damals zu den Pommerschen Landesbahnen gehörten, 490 km auf Normalspur, 529 km auf Meterspur, 545 km auf die Spurweite von 750 mm und 26 km auf die Spurweite von 600 mm.
In Pommern östlich der Oder baute die Gesellschaft Lenz & Co GmbH Strecken für fünf voneinander unabhängige Kleinbahngesellschaften:
- Kolberger Kleinbahn, Eröffnung 1. Juni 1895: Regenwalde–Roman–Kolberg, Gross Jestin–Stolzenberg (poln.: Resko–Rymań–Kołobrzeg, Gościno–Sławoborze)
- Regenwalder Kleinbahnen, Eröffnung 26. Juli 1896: Labes–Daber (Łobez–Dobra)
- Saatziger Kleinbahnen, Eröffnung: 14. Januar 1895: Stargard–Nörenberg (Stargard–Ińsko)
- Greifenberger Kleinbahn, Eröffnung: 1. Juli 1896:
  - Greifenberg–Seebad Horst–Fischerkathen–Treptow/Rega
(Gryfice–Niechorze–Pogorzelica–Trzebiatów)
  - Greifenberg–Gülzow–Kantreck–Stepenitz
(Gryfice–Golczewo–Łożnica–Stepnica)
  - Treptow/Rega–Deep
(Trzebiatów–Mrzeżyno)
  - Greifenberg–Dummadel–Treptow/Rega
(Gryfice–Tąpadły–Trzebiatów)
  - Dummadel–Mühlenbruch
(Tąpadły–Skrzydłowo)
- Stolper Bahnen (750 mm und 1435 mm, nach dem Zweiten Weltkrieg durch Polen nicht mehr betrieben)

Außerdem legte die Münchener Lokomotivfabrik Krauss & Co die Schmalspurstrecken an für die 
- Köslin–Belgarder Bahnen (750 mm, 1951 auf 1000 mm umgespurt, Strecke Koszalin–Białogard) und der
- Schlawer Kleinbahn (750 mm, 1934 überwiegend auf Normalspur umgebaut).

Im Jahre 2000 wurden die noch in Betrieb befindlichen Pommerschen Schmalspurbahnen (Stargard–Daber, Greifenberg–Fischerkathen sowie Köslin–Schwellin) der Dyrekcja Kolei Dojazdowych (Eisenbahndirektion) in Warschau mit Zweigstelle in Stargard unterstellt.
Der Museumszug Greifenberg–Fischerkathen (Gryfice–Pogorzelica), gelegentlich unter Dampf, ist die einzige noch in Betrieb befindliche Strecke für rund drei Monate im Jahr. Das Inventar wurde 2003/2004 von der Gemeinde Rewal gekauft. Wegen Brückenschadens ist eine Fahrt bis zur Endstation Treptow/Rega (Trzebiatów) schon seit längerem nicht mehr möglich.